# Nghệ thuật khái niệm
Nghệ thuật khái niệm, còn được gọi là chủ nghĩa khái niệm, là nghệ thuật trong đó khái niệm hoặc ý tưởng liên quan đến tác phẩm được ưu tiên hơn các mối quan tâm về thẩm mỹ, kỹ thuật và vật chất truyền thống. Một số tác phẩm nghệ thuật khái niệm, đôi khi được gọi là nghệ thuật sắp đặt, có thể được xây dựng bởi bất kỳ ai chỉ bằng cách làm theo một loạt hướng dẫn bằng văn bản. Phương pháp này là nền tảng cho định nghĩa của nghệ sĩ người Mỹ Sol LeWitt về nghệ thuật khái niệm, một trong những định nghĩa đầu tiên xuất hiện trên báo in:
In conceptual art the idea or concept is the most important aspect of the work. When an artist uses a conceptual form of art, it means that all of the planning and decisions are made beforehand and the execution is a perfunctory affair. The idea becomes a machine that makes the art.
Tony Godfrey, tác giả của Nghệ thuật ý niệm (Nghệ thuật & Ý tưởng) (1998), khẳng định rằng nghệ thuật khái niệm đặt câu hỏi về bản chất của nghệ thuật, một khái niệm rằng Joseph Kosuth đã nâng lên một định nghĩa về nghệ thuật trong bản tuyên ngôn đầu tiên của nghệ thuật khái niệm, Nghệ thuật sau Triết học (1969). Quan niệm rằng nghệ thuật nên xem xét bản chất của chính nó đã là một khía cạnh mạnh mẽ của nhà phê bình nghệ thuật có ảnh hưởng Clement Greenberg về nghệ thuật hiện đại trong những năm 1950. Tuy nhiên, với sự xuất hiện của một nghệ thuật dựa trên ngôn ngữ độc quyền vào những năm 1960, các nghệ sĩ khái niệm như Art & Language, Joseph Kosuth (người trở thành biên tập viên của Ngôn ngữ Nghệ thuật Hoa Kỳ), và Lawrence Weiner bắt đầu một cuộc thẩm vấn nghệ thuật triệt để hơn nhiều so với trước đây có thể (xem bên dưới). Một trong những điều đầu tiên và quan trọng nhất mà họ đặt câu hỏi là giả định chung rằng vai trò của nghệ sĩ là tạo ra các loại vật thể vật chất đặc biệt.
Thông qua sự liên kết với Nghệ sĩ trẻ người Anh và Giải thưởng Turner trong những năm 1990, theo cách sử dụng phổ biến, đặc biệt là ở Vương quốc Anh, "nghệ thuật khái niệm" đã biểu thị tất cả nghệ thuật đương đại không thực hành các kỹ năng truyền thống về hội họa và điêu khắc. Có thể nói rằng một trong những lý do tại sao thuật ngữ "nghệ thuật khái niệm" đã được liên kết với các thực tiễn đương đại khác xa với mục tiêu ban đầu của nó và các hình thức nằm trong vấn đề tự xác định thuật ngữ. Như nghệ sĩ Mel Bochner đã đề xuất vào đầu năm 1970, khi giải thích lý do tại sao ông không thích "khái niệm", không phải lúc nào cũng hoàn toàn rõ ràng "khái niệm" đề cập đến điều gì, và nó có nguy cơ bị nhầm lẫn với "ý định". Vì vậy, trong việc mô tả hoặc định nghĩa một tác phẩm nghệ thuật là khái niệm, điều quan trọng là không nhầm lẫn giữa những gì được gọi là "khái niệm" với "ý định" của một nghệ sĩ.